# Jeux du Canada d'été de 1993
Les Jeux du Canada d'été de 1993 sont des compétitions sportives qui ont opposé les provinces et les territoires du Canada au cours de l'été 1993.
Les Jeux du Canada sont présentés tous les deux ans, en alternance l'hiver et l'été. En 1993, les jeux ont eu lieu à Kamloops en Colombie-Britannique du 6 août au 22 août 1993.

## Tableau des médailles
| Province                  | Or | Argent | Bronze | Total |
| ------------------------- | -- | ------ | ------ | ----- |
| Alberta                   | 14 | 20     | 11     | 45    |
| Colombie-Britannique      | 36 | 41     | 34     | 111   |
| Manitoba                  | 4  | 5      | 10     | 19    |
| Île du Prince-Édouard     | 0  | 0      | 1      | 1     |
| Nouveau-Brunswick         | 2  | 2      | 2      | 6     |
| Nouvelle-Écosse           | 11 | 10     | 10     | 31    |
| Ontario                   | 45 | 43     | 49     | 137   |
| Québec                    | 43 | 32     | 43     | 118   |
| Terre-Neuve-et-Labrador   | 2  | 1      | 0      | 0     |
| Territoires du Nord-Ouest | 0  | 0      | 0      | 0     |
| Saskatchewan              | 13 | 17     | 10     | 40    |
| Yukon                     | 0  | 0      | 0      | 0     |